# 100 jours en enfer
100 jours en enfer est le premier tome de la série pour jeunesse CHERUB, écrit par Robert Muchamore et est sorti 15 mai 2007 en France, en Belgique et en Suisse. Il est aussi connu sous le nom Top Secret: Der Agent (en Allemagne).

## Résumé
James Robert Choke, 12 ans, vit avec sa demi-sœur Lauren, 9 ans, une mère voleuse et receleuse et un beau-père parasite et violent. Un jour, sa mère meurt d'une attaque cardiaque et James finit dans un foyer d'accueil, où il rencontre Kyle et se lie d'amitié avec de jeunes délinquants avec lesquels il commet des délits.
S'étant fait arrêter en leur compagnie, il se réveille au campus de CHERUB, qui a semblé être très intéressé par son dossier, qui leur a été signalé par la psychologue de son foyer d'accueil. Il accepte d'entrer dans CHERUB, suit l'entraînement et réussit l'examen d'entrée qui s'étalait sur cent jours de vie dans la nature.
Sa première mission le mène à infiltrer une communauté hippie au Pays de Galles.

## Adaptations
Un film basé sur le premier tome de la série était en projet pour 2011. Dans une interview, l'auteur de la série avait déclaré le script en cours d'écriture, et les fonds en cours de recherche pour que le projet puisse débuter : si tout se passait comme prévu, le tournage aurait pu débuter au printemps 2011 pour sortir fin 2011-début 2012. Il serait tourné par Christopher Smith et produit par BBC Films. Plus précisément, il est désormais annoncé pour une sortie en 2013. Aujourd'hui, les chances de voir un film paraître sur le premier tome de la série sont presque nulles.